# Sveti Hijacint
Sveti Hijacint, Święty Jacek, Jacek Odrowąż, * ok. 1185, Kamień Śląski (nem. Groß Stein) v bližini Opole (Ger. Oppeln), Zgornja Šlezija, † 15. avgust 1257, Kraków, Poljska.
Izobraževal se je v Parizu in Bologni, kjer je dobil tudi doktorski naziv. Po vrnitvi na Poljsko ga je krakovski škof posvetil v duhovnika in ga nastavil za kanonika. Hijacint je nato svoje življenje posvetil reformam samostanov v rodni Poljski. Med bivanjem v Rimu naj bi bil priča čudežu Svetega Dominika. Dominik sam ga je, skupaj z bratom Česlavom in Hermanom,  uvajal v redovno življenje in jih v cerkvi sv. Sabine sprejel v svoj red. Dominikanski red je Hijacint nato pripeljal na Poljsko, nato pa je nauk širil še po Švedski, Norveški, Danski, Škotski, Rusiji, Turčiji in Grčiji. Na poti iz Rima v domovino, so se Hijacint, Česlav in Herman vračali tudi preko današnjega slovenskega ozemlja in leta 1221 v Brežah na Koroškem ustanovili dominikanski samostan, kjer so za predstojnika pustili Hermana.
Že za časa življenja naj bi Hijacint storil toliko čudežev, da so ga imenovali kar Čudodelnik. Med bolj znanimi čudeži, ki naj bi jih storil, je čudež, kako je obudil utopljenca, ki je že dva dni ležal v vodi. Papež Klemen VIII. je o njem izjavil: »Nobenega čudeža niso storili svetniki ne v stari ne v novi zavezi, ki bi ga tudi Hijacint ne bil storil.«.
Hijacint je umrl naravne smrti v Krakovu, 17. aprila 1594 pa ga je papež Klemen VIII. razglasil za svetnika.